# Acacia stolonifera
Acacia stolonifera é uma espécie de leguminosa do gênero Acacia, pertencente à família Fabaceae.